# Гематит
Гемати́т — широко распространённый минерал железа Fe2O3, одна из главнейших железных руд. Синонимы: красный железняк, железный блеск (устар.). В переводе с греческого слово «гематит» означает «кроваво-красный».

## Свойства
Цвет гематита чёрный до тёмно-стального в кристаллах и вишнёво-красный у скрытокристаллических и порошковатых разностей. Сингония тригональная, дитригонально-скаленоэдрический вид симметрии (структура корунда). Формы кристаллов обычно уплощённые — таблитчатые до чешуйчатых или пластинчатые, часто расположенные подобно лепесткам розы («железная роза»); реже встречаются хорошо образованные идиоморфные изометрические кристаллы. Характерны массивные агрегаты чешуйчатой и зернистой структуры. Блеск полуметаллический до металлического у кристаллов. Непрозрачен. Цвет черты характерный вишнёво-красный, от синевато-красного до красно-коричневого оттенков.
Твёрдость 5,5—6,5. Хрупкий. Плотность 4,9—5,3 г/см3. Спайности нет, излом полураковистый или ступенчато-раковистый у кристаллических разностей и неровно-занозистый у скрытокристаллических. Микроскопические включения гематита в прозрачных минералах, таких как кварц, кальцит и др., придают этим минералам красную, лиловую или красно-коричневую окраску.
Медленно растворяется в соляной кислоте. При растирании даёт густо-красный порошок. Немагнитен.

### Кристаллохимическая структура
Среди ионов кислорода, находящихся в плотнейшей упаковке, в октаэдрических пустотах между шестью кислородными анионами находятся катионы трёхвалентного железа. Катионами занято две трети октаэдрических пустот. Каждый ион железа окружён шестью ионами кислорода, и каждый ион кислорода связан с четырьмя ионами железа.

## Диагностические признаки
Обработанный гематит похож на морион, чёрный кремень, гагат, обсидиан, от которых он отличается сильным металлическим блеском, высокой плотностью (намного тяжелее схожих с ним минералов и любой синтетики[прояснить]), характерный отличительный признак — красный цвет черты. Твёрдый, но хрупкий. Для того, чтобы отличить гематит от подделки или другого камня, нужно провести им, надавливая, по неглазурованному фарфору или фаянсу, и гематит оставит красный след.

## Происхождение
В природе гематит — широко распространённый минерал, нередко образует большие скопления и рудные залежи. Обычен для эффузивных пород, чаще всего встречается в гидротермальных жилах. Образуется вместе с магнетитом в скарнах в результате метаморфизма толщ бурого железняка, которые в условиях повышенного давления и температуры обезвоживаются и превращаются в гематит-содержащие породы. В больших количествах присутствует в докембрийских метаморфизованных полосчатых железных рудах — Кривбасс (Украина), Курская магнитная аномалия (Россия). В качестве продукта изменения или выветривания (при дегидратации бурого железняка в условиях жаркого климата) образуется в виде вторичной примеси в таких железосодержащих минералах, как магнетит, лимонит, сидерит. В качестве тонкодисперсной примеси рассеян во многих осадочных горных породах, в глинах (является причиной их красной и розово-красной окраски). При окислении магнетита в верхних зонах магнетитовых месторождений (мартит).
Сопутствующие минералы — кварц, ильменит, магнетит, хлориты, пирит, барит, лимонит.
В солнечной системе гематит распространён не только на Земле. К примеру, красные пески Марса (состоящие также из оксида железа) по результатам исследований показали свою магнитность (скажем, в отличие от красноземельных пород на Земле). Но разница в физических свойствах пород двух планет оказалась связана с изомерией. При идентичном химическом составе в качестве естественного красителя многих красных пород на Земле выступает минерал гематит с примесью лимонита (гидроокись железа), порода, не имеющая магнитных свойств. А на Марсе при том же химическом составе преобладает маггемит, магнитная окись железа, совпадающая с гематитом по составу и формуле, но повторяющая кристаллическую решётку магнетита. Гематит и лимонит относятся к числу часто встречающихся руд железа, а маггемит (на Земле) образуется значительно реже путём окисления магнетита (при условии сохранения кристаллической структуры и магнитных свойств). При нагревании выше 220 °C маггемит теряет свои магнитные свойства и превращается в гематит.
Гематит может быть также получен искусственно.

## Разновидности гематита
В природе встречается несколько морфологических разновидностей гематита:
- железная слюда (устар. син.:спекулярит)
- красная стеклянная голова («кровавик»)
- железная роза — концентрические агрегаты пластинчатых кристаллов[1].
- мартит — псевдоморфоза гематита по магнетиту.
- гидрогематит — гематит, содержащий неопределённое количество воды[1]

## Крупные месторождения
Крупнейшие промышленные месторождения гематита находятся в Кривбассе (Украина), Яковлевском и Михайловском месторождениях Курской магнитной аномалии, в Карелии (Колатсельгские штольни). Как второстепенный минерал распространён в рудах Бакальского месторождения. В виде кристаллов с кварцевыми включениями в альпийских жилах Австрии и Швейцарии (Сен-Готард и др.), Минас-Жерайс (Бразилия). Метакристаллы в хлоритовых сланцах (Кутим). Великолепные группы кристаллов (до 6—7 см) — ЮАР.

## Применение
На протяжении всей истории человечества многие культуры использовали порошок гематита в качестве красителя. Например, наскальные изображения животных, охотников и различных символов в пещерах Кантабрии и Астурии (Испания) были нарисованы красной краской, сделанной из гематита.
У спекулярита, слюдоподобной разновидности гематита, настолько яркий металлический блеск, что некоторые древние цивилизации, например ацтеки, использовали этот камень в качестве зеркала. Племена североамериканских индейцев использовали тонкий гематитовый порошок как красный пигмент для красок, наносимых на тело. В Древнем Египте землистый гематит применялся в живописи, а кристаллы и плотные агрегаты этого минерала — для изготовления амулетов и драгоценностей.
Плиний Старший в своей «Естественной истории» приписывал гематиту ряд целебных свойств: камень якобы чудесно помогал от покраснения глаз, останавливал «женские выделения», принимался с вином для лечения змеиных укусов. Упоминал Плиний и представления ближневосточных мистиков о его волшебных свойствах. Так, они полагали, что владение им «раскрывает коварные замыслы варваров», а вавилонянин Захалия в своей книге о влиянии камней на судьбы людей приписал этому минералу способность давать успех прошениям к царю и судебным делам, а также рекомендовал натираться им перед битвой. 
Для ранних христиан этот минерал олицетворял кровь, пролитую Иисусом Христом во спасение человечества.
Из гематитовых руд выплавляют чугун. Гематит применяется в темперной живописи как минеральный пигмент, в производстве клеёнки, линолеума, красных карандашей, художественных шрифтов, стойких окрашенных эмалей. Как поделочный камень с древнейших времён и поныне используется для изготовления недорогих полированных вставок и мелких резных изделий, как материал в глиптике.

## Галерея
- Марка России 2000 года из серии «300-летие горно-геологической службы России. Минералы» с изображением гематита
- Кристаллы гематита (Южная Африка)
- Гематит из собрания Оклендского военно-исторического музея
- Образец гематита-кровавика с отполированной верхней гранью
- Образец гематита-кровавика с отполированной верхней гранью
- Мелкозернистый радужный гематит из Бразилии